# Мизинівка
Ми́зинівка — село в Україні, у Водяницькій сільській громаді Звенигородського району Черкаської області. Населення — 310 чоловік.

## Географія
Село розташоване за 12 км на північний захід від районного центру — міста Звенигородка та за 20 км від залізничної станції Звенигородка.  Село знаходиться між горами, тиче річка Неморож. На межі з Водяниками в полях знаходиться місце оточене ровами та валами. Місцеві, з невідомих причин, називають його Жигмонта, тут в розкиданих циглинах проослідковуються сліди невідомої будівлі.

## Історія
Із покоління в покоління жителі села переказують легенду про його заснування. Один чоловік мав п'ятьох синів. Після смерті батька чотирьох старших братів доля розкидала по всьому світі. На батьківській землі залишився молодший син. Він згуртував навколо себе людей і заснував село. Син був найменший — «мизинець», звідси й назва села.
За Похилевичем, на початку XVIII століття на території села були хутори, що належали міщанам Звенигородки, які в XIX ст. ще зберігаються письмові дкументи на майно. При розподілі державних володінь між польськими вельможами Мизинівка перейшла у власність гетьнана Ксаверія Браницького. Гетьман подарував Мизинівку з її володіннями, оберненими в кріпосних селян, служивому йому Немиричу, а він продав Сераковскому. Серковський, в свою чергу, половину села продав Николаю Росновскому, а іншу Игнатію Антоновичу Ячевському. Діти Росновського Адам і Вільгем в 1854 році продали свою частину Домініку Симонолевичу (637 десятин), а іншою - Ігнатій Ячевський (655 десятин). На 1864 рік населення було близько 700 жителів (677 православних, 12 римо-католиків, 20 юдеїв).
За архівними даними, в 1900 році в селі проживало 1 058 осіб. 3емлеволодіння Мизинівки до 1917 року становили 1 227 десятин. До 1917 року поміщики свої землі продали селянам. Село до революції мало церковнопарафіяльну школу, у якій викладав один учитель.
Село постраждало внаслідок геноциду українського народу, проведеного окупаційним урядом СССР 1923-1933 та 1946-1947 роках.
175 мешканців села брали участь у боях радянсько-німецької війни, 138 з них загинули, 76 нагороджені орденами й медалями. В 1958 році тут споруджено пам'ятник воїнам, що загинули в боях за відвоювання села.
Станом на початок 70-х років ХХ століття в селі містилася рільнича бригада колгоспу «Ленінська Іскра», за якою було закріплено 2,3 тисяч га сільськогосподарських угідь, у тому числі 1,6 тисячі га орної землі. В господарстві вирощували зернові і технічні культури, було розвинуте тваринництво. З допоміжних підприємств працювали млин, пилорама. Також на той час працювали восьмирічна школа, три клуби, дві бібліотеки з фондом 8 тисяч книг, два фельдшерсько-акушерські пункти.

## Церква

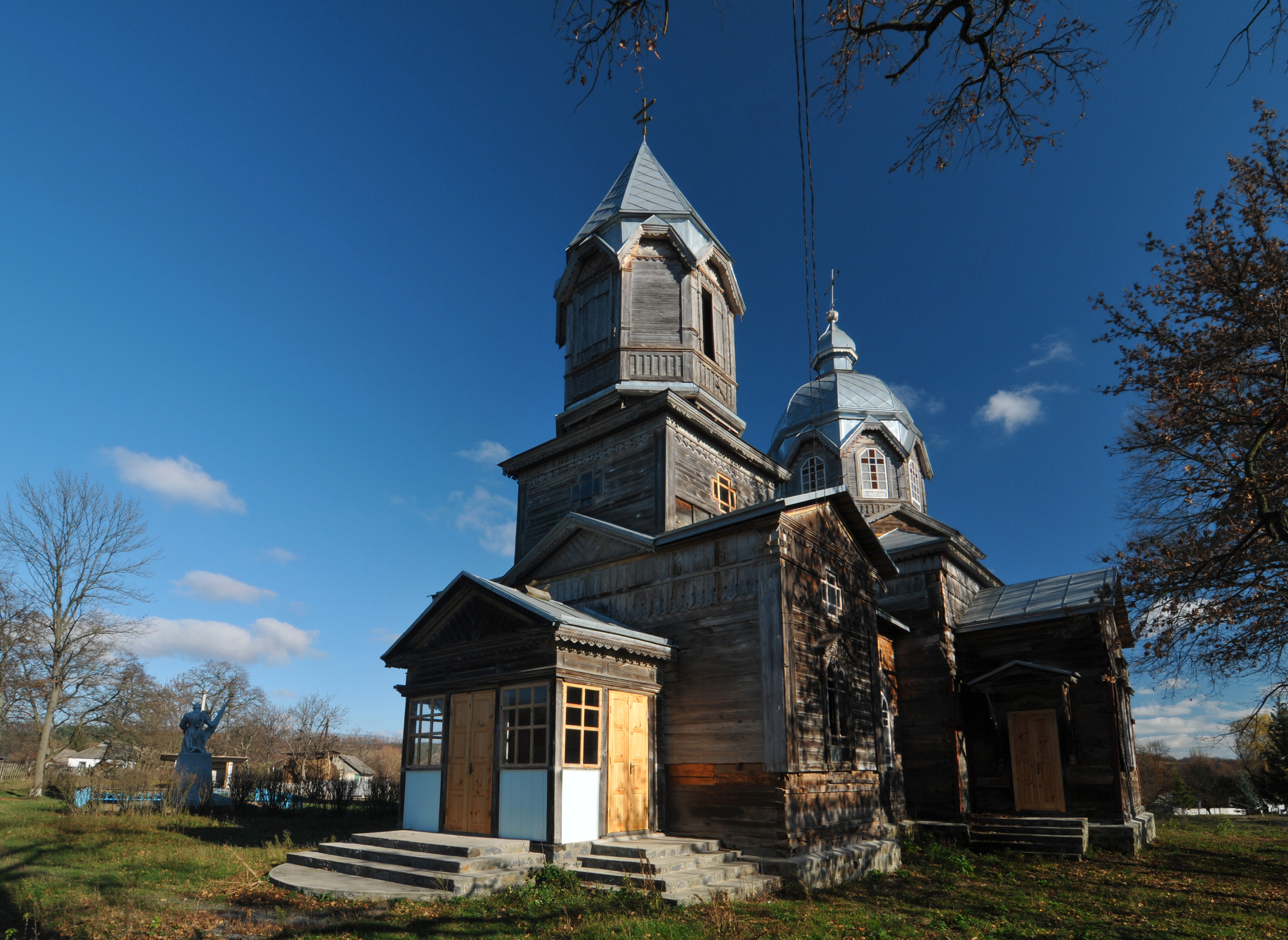
Свято-Георгіївська церква

Свято-Георгіївська церква розташована в центрі села. Збудована у 1908-1909 роках на місці попередниці (1785 року побудови). Але була у Мизинівці ще старіша церква (до 1785 року) - про це дізнаємось зі "Сказання про населені місцевості Київської губернії" Похилевича: "древнейшей каплицы, стоявшей там, где ныне сад крестьянина Почтаря, и считавшейся филией Водяницкой церкви".
На території Свято-Георгіївської церкви знаходиться могила священика Лисянського, який помер 1897 року. 
В радянський період стояла зачинена і потроху руйнувалася. Дерево подекуди струхлявіло, зруб стягнуто металевими стрижнями. Нині відреставрована.

## Сучасність
На території села діють сільськогосподарські підприємства: СТОВ Мизинівський та СФГ «Форсінг».

## Дослідження роду
Свій рід можна дослідити в метричних книгах Георгієвської церкви, що збереглись з 1875 року до 1918 року в Черкаському обласному архіві, відскановані книги можна знайти за посиланням. Дублікати книг з 1840 до 1873 року можна переглянути за посиланням.

## Відомі люди
В селі народилися:
- Білокінь Юхим Леонтійович — повний кавалер ордена Слави.
- Холоменюк Іван Олександрович — український живописець, заслужений діяч мистецтв України.